# 괴기 서커스
괴기 서커스(The Circus is Here, サーカスが来た) 은 일본의 공포 만화가 이토 준지의 만화다.

## 수록 이야기
1. 괴기 서커스
2. 묘지촌
3. 이웃집 창문
4. 괴기!! 히키즈리 남매 1 - 차녀의 애인-
5. 괴기!! 히키즈리 남매 2 - 강령회 -

## 출판 정보
- 한국
  - 《괴기 서커스》 (시공사, 1999년 9월 1일 출간) ISBN 9788952702685(8952702689)

## 같이 보기
- 이토 준지